# Mijoši (Hirošima)
Mijoši (japonsky:三次市 Mijoši-ši) je město v prefektuře Hirošima na ostrově Honšú v Japonsku. Žije zde okolo 50 tisíc obyvatel.

## Partnerská města
- Americus, Georgie, Spojené státy americké (18. květen 1995)

- Ja-an, Čínská lidová republika (6. srpen 1992)
- Sačchon, Jižní Korea (25. květen 1992)